# Mattoni NBL 2007/2008
Národní basketbalová liga 2007/2008 byla nejvyšší mužskou ligovou basketbalovou soutěží v České republice v ročníku 2007/2008. Od ročníku ligy 1998/1999 byla nazvána jménem generálního partnera – Mattoni Národní basketbalová liga (ve zkratce Mattoni NBL).
Konečné pořadí ligy:
1. ČEZ Basketball Nymburk (mistr České republiky 2007/2008) – 2. Geofin Nový Jičín – 3. BK Prostějov – 4. BK Synthesia Pardubice – 
5. BK Děčín – 6. BK NH Ostrava – 7. USK Praha – 8. A PLUS OHL ŽS Brno BC – 9. BK Sadská – 10. BK Kondoři Liberec – 11. BC Kolín – 12. BK Ústí nad Labem

## Systém soutěže
Od sezóny 2006/2007 došlo ke změně herního systému soutěže. Byl rozšířen počet zápasů v základní části, která se hrála opět čtyřkolově a byla zrušena druhá část hraná ve skupinách A1, A2. Ke změně došlo i v play off, čtvrtfinále a se hrálo pouze na dva vítězné zápasy, od semifinále opět na tři vítězné zápasy. Zápas o 3. místo na 2 zápasy.

## Výsledky

### Tabulka základní části soutěže
| Poř. | Tým                    | Z  | V  | P  | Skóre     | Body |
| ---- | ---------------------- | -- | -- | -- | --------- | ---- |
| 1.   | ČEZ Basketball Nymburk | 44 | 43 | 1  | 4036:2865 | 87   |
| 2.   | Geofin Nový Jičín      | 44 | 34 | 10 | 3762:3310 | 78   |
| 3.   | BK Prostějov           | 44 | 31 | 13 | 3707:3318 | 75   |
| 4.   | BK Děčín               | 44 | 28 | 16 | 3640:3408 | 72   |
| 5.   | BK Synthesia Pardubice | 44 | 26 | 18 | 3424:3372 | 70   |
| 6.   | BK NH Ostrava          | 44 | 22 | 22 | 3602:3532 | 66   |
| 7.   | USK Praha              | 44 | 19 | 25 | 3329:3519 | 63   |
| 8.   | A PLUS OHL ŽS Brno BC  | 44 | 18 | 26 | 3344:3550 | 62   |
| 9.   | BK Sadská              | 44 | 17 | 27 | 3480:3812 | 61   |
| 10.  | BK Kondoři Liberec     | 44 | 14 | 30 | 3424:3592 | 58   |
| 11.  | BC Kolín               | 44 | 9  | 35 | 3341:3913 | 53   |
| 12.  | BK Ústí nad Labem      | 44 | 3  | 41 | 3106:4004 | 47   |

## Play–off
Hrálo se vyřazovacím způsobem na vítězné zápasy, finále na čtyři, čtvrtfinále a semifinále na tři vítězné zápasy. 

### Čtvrtfinále
- (1.) ČEZ Basketball Nymburk – (8.) A PLUS OHL ŽS Brno 3:0 (106:64 100:78 116:58)
- (2.) Geofin Nový Jičín – (7.) USK Praha 3:1 (100:65 86:88 95:64 87:74)
- (3.) BK Prostějov – (6.) BK NH Ostrava 3:1 (79:66 73:89 83:77 73:59)
- (4.) BK Děčín – (5.) BK Pardubice 2:3 (60:73 67:66 85:83 72:90 66:78)

### Semifinále
- ČEZ Basketball Nymburk – BK Pardubice 3:0 (89:60 93:62 90:74)
- Geofin Nový Jičín – BK Prostějov 3:2 (76:70 94:101 92:82 103:104 73:68)

### Finále
- ČEZ Basketball Nymburk – Geofin Nový Jičín 4:1 (84:73 89:47 93:97 67:58 93:70)